# Gonioctena linnaeana
Gonioctena linnaeana là một loài bọ cánh cứng trong họ Chrysomelidae. Loài này được Schrank miêu tả khoa học năm 1781.

## Hình ảnh

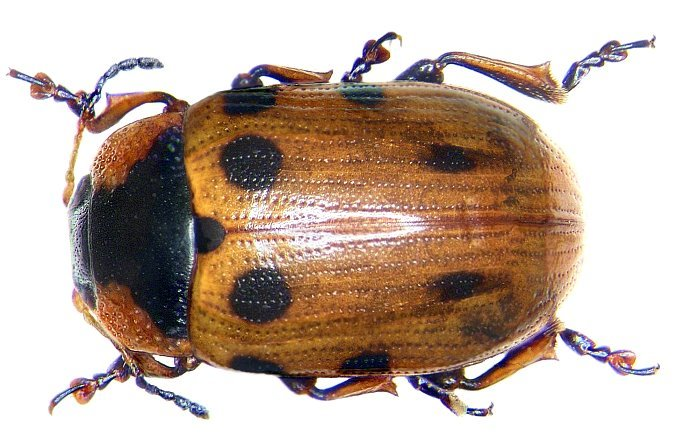